# Cyphomyia obscura
Cyphomyia obscura är en tvåvingeart som först beskrevs av Jaennicke 1867.  Cyphomyia obscura ingår i släktet Cyphomyia och familjen vapenflugor. Inga underarter finns listade i Catalogue of Life.